# Cordioniscus kithnosi
Cordioniscus kithnosi är en kräftdjursart som beskrevs av Mikhail P. Andreev 1986. Cordioniscus kithnosi ingår i släktet Cordioniscus och familjen Styloniscidae. Inga underarter finns listade i Catalogue of Life.